# Alem Surre-Garcia
Alem Surre-Garcia, né le 4 mai 1944 à Carbonne près de Toulouse, est un écrivain français de langue occitane, et d'origine galicienne : dramaturge, essayiste, librettiste, chroniqueur. Il est traduit en plusieurs langues (allemand, polonais, catalan, castillan, arabe, persan, français). Traducteur en français de Max Rouquette, dont Vert Paradis différents ouvrages, de Joan Bodon, de Bernard Manciet et de Serge Pey.
Parallèlement à ses propres publications, il développe des collaborations avec de nombreux artistes du spectacle vivant, dont Jean-Michel Hernandez, Michel Raji, Gérard Zuchetto, Vicente Pradal, Guillaume Lopez, Naïma Chemoul, le trio Chemirani, Bertrand Dubedout. 
En 2024, à l'occasion de la parution de son essai La Convivencia, Guillaume Lopez (voix, flûte), Serge Lopez (guitare) et Louis Navarro (contrebasse) créent Mots d'Alem, un spectacle poétique et musical conçu autour de ses textes,.
De 1990 à 2006, il fut chargé de mission pour la langue et la culture occitanes au conseil régional de Midi-Pyrénées.

## Publications
- Antonio Vidal, 1983
- Le Baroque occitan, Éditions Privat, 1986,
- Lo libre del doble despartible, 1997
- Canal des deux mers, 2002
- Au-delà des rives, les Orients d'Occitanie / de la fondation de Marseille à l'expulsion des juifs du royaume de France, 2005 dans cet ouvrage, Alem Surre-Garcia présente l'histoire, des mouvements, des confrontations, des échanges, entre l'Occitanie médiévale et ses deux orients : l'Orient arabo-musulman d'Al-Andalus et le Moyen-Orient de Tripoli et de Jérusalem
- La théocratie républicaine : essai d'émancipation, Éditions L'Harmattan, 2010 en deux volumes :  Les Avatars du Sacré et Archipels et diaspora
- Autisme (récit), Aquitania, 2010
- Clocher et minarets (essais), Éditions Privat, 2011
- M'an trobat (récit), IEO éditions, 2014
- La convivencia (essai), Éditions Troba Vox, 2024